# Mahdiavraket

Planritning över Mahdiaskeppet

Mahdiavraket upptäcktes av en grekisk fiskare som dök efter tvättsvamp utanför den tunisiska kusten år 1907. Vraket var 40 meter och låg på 39 meters djup.

## Läge
Dykaren som upptäckte vraket bodde i fiskebyn Mahdia cirka 200 km söder om huvudstaden Tunis. Utanför Tunis låg den gamla feniciska hamnstaden Karthago som förstördes totalt av romarna under det tredje puniska kriget. År 44 f.Kr återuppbyggdes Karthago som huvudstad i den romerska kolonin Africa.

## Destination
Fartyget kom troligen från Pireus efter att romarna plundrat Aten på kolonner och skulpturer för att bygga det nya Karthago. På väg västerut genom Siciliensundet kan fartyget ha råkat ut för en storm och drivit in mot den tunisiska kusten.

## Last

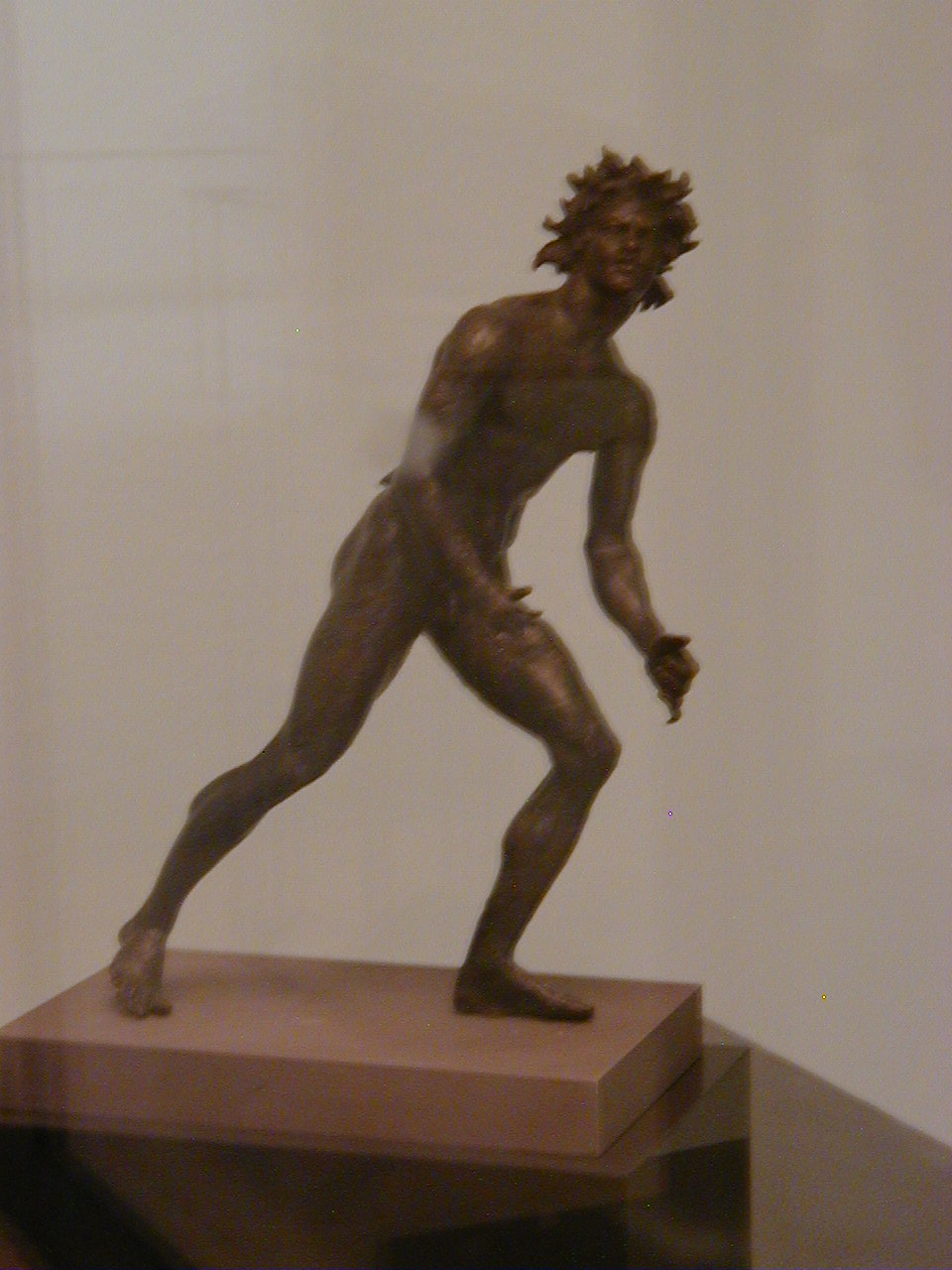
Bronsstatyett av en satyr (höjd 0,35 m) från Mahdiavraket (Bardomuseet, Tunis).

Fynden undersöktes av den franska arkeologen Alfred Merlin på 1910-talet och senare av djuphavsforskaren Cousteau mellan 1948 och 1954.
I lasten fanns mästerliga skulpturer som kan ha stulits av den romerska konsuln Sulla, vid belägringen av Aten år 87 f.Kr. Förutom ett stort antal skulpturer i brons eller keramik hittades byggmateriel och 70 kolonner i marmor.